# Theologisches Seminar

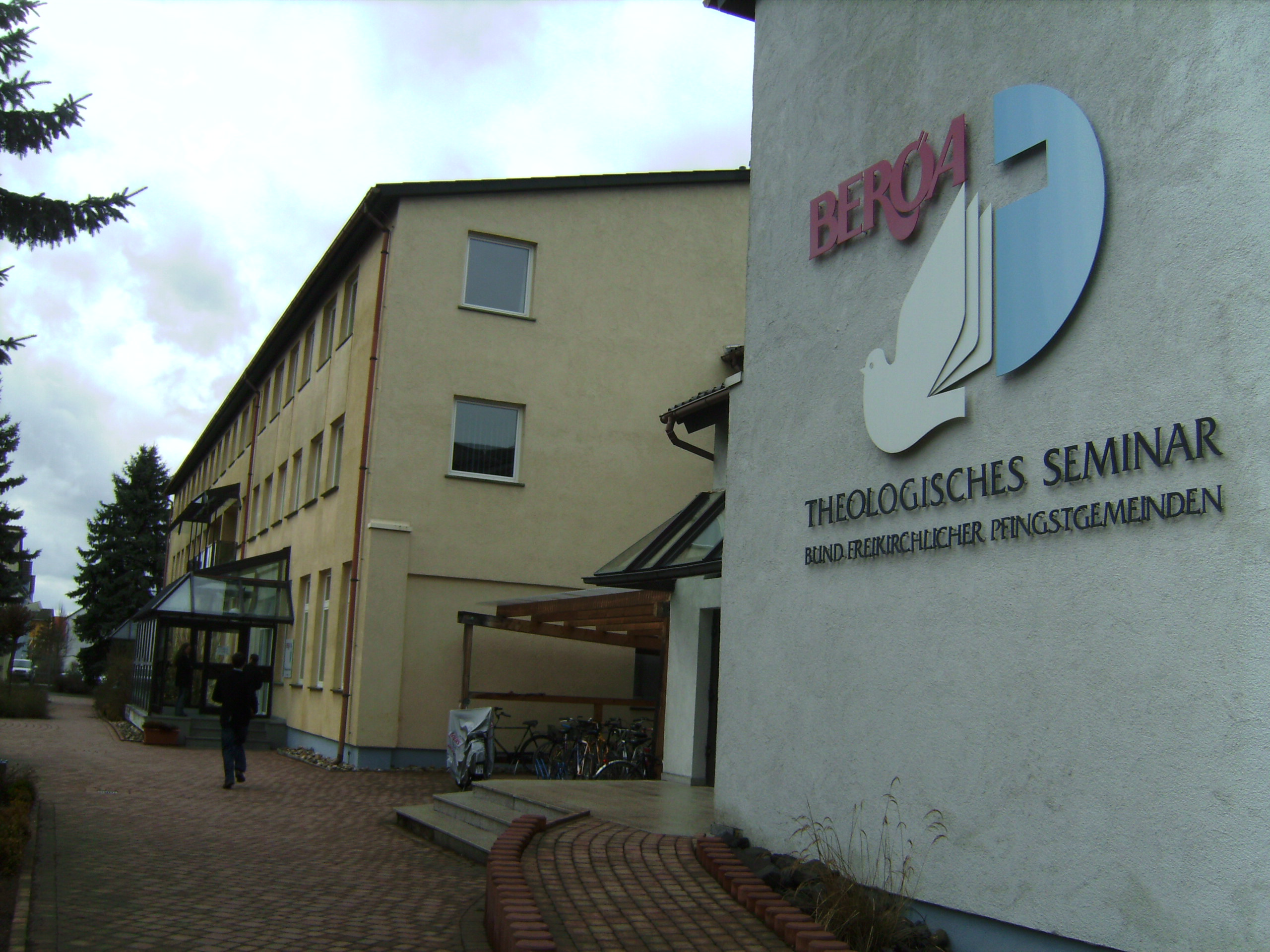
Theologisches Seminar Beröa des Bundes Freikirchlicher Pfingstgemeinden in Erzhausen

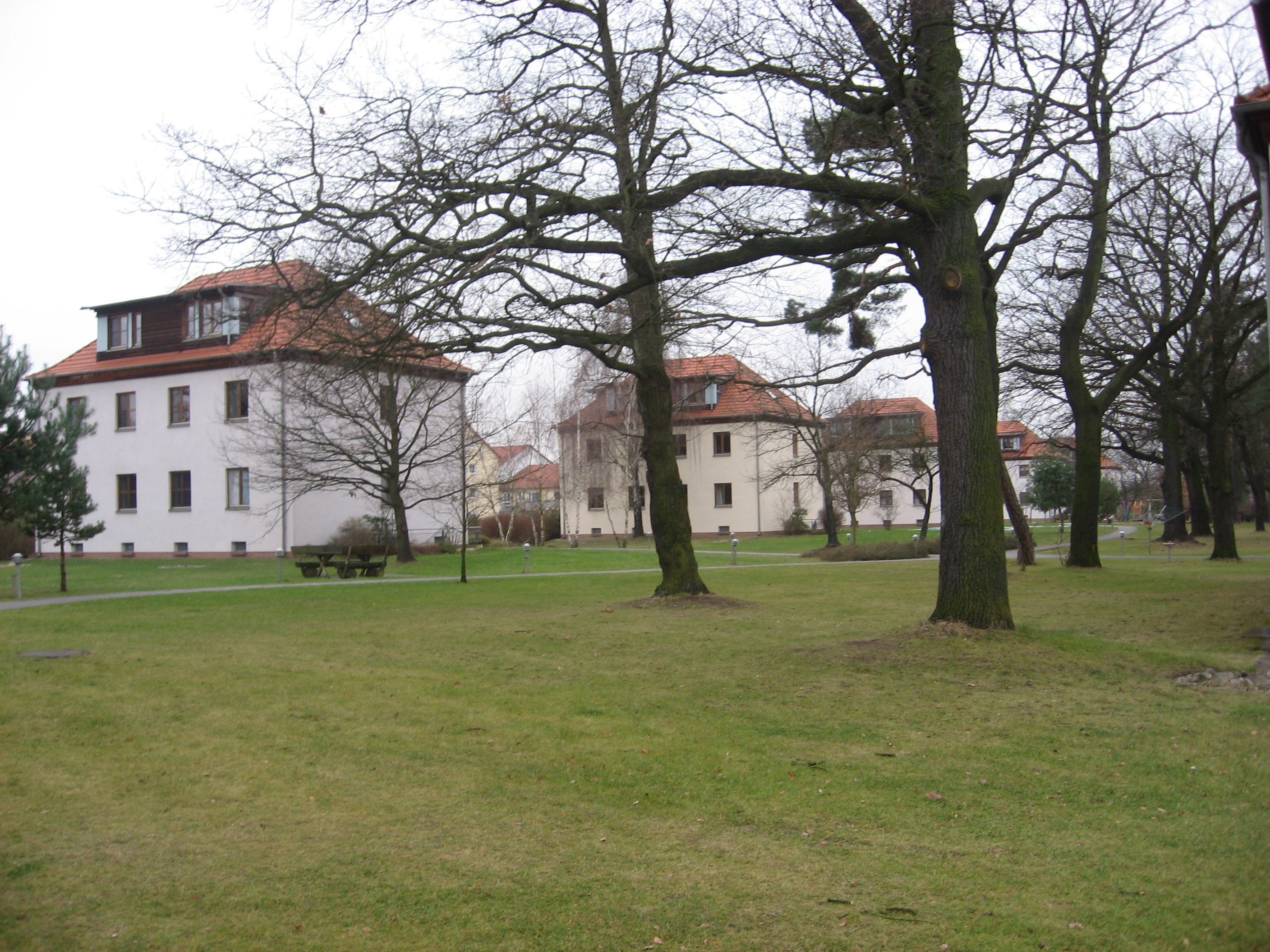
Studentenwohnungen des Theologischen Seminars Elstal (FH): Integraler Bestandteil des Studiums ist das Zusammenleben

Ein Theologisches Seminar ist eine Ausbildungsstätte, in der Theologie unterrichtet wird. Die Aufnahme erfolgt je nach Seminar nach dessen eigenen Regularien, in vielen Fällen ist eine ausführliche, nicht nur formale Bewerbung erforderlich. Einige Einrichtungen erheben Studiengebühren oder Schulgeld, andere zahlen dagegen eine Beihilfe an ihre Studenten.
Als Theologisches Seminar können ferner ein Gebäude, ein Studiengang oder auch eine Veranstaltung bezeichnet werden. Letzteres ist, zusammen mit einer Ergänzung der Fachrichtung, vor allem für praktisch-theologische und systematisch-theologische Seminare der Fall.

## Hintergrund
Neben den Seminaren, die von staatlicher Seite unterhalten werden, gibt es zahlreiche kirchliche oder freie Seminare, Institute und Bildungseinrichtungen, die zukünftige Theologen für den kirchlichen Dienst oder die Forschung an einer Hochschule ausbilden.
Universitätsstudiengänge der Theologie setzen den Schwerpunkt auf wissenschaftliche Ausbildung und sind in der Regel wenig praxisorientiert. Fachhochschulen bieten teilweise sehr praxisnahe Studiengänge an. Die Ausbildung für einen theologischen Beruf ist in Deutschland nicht staatlich geregelt und daher unter anderem über Hochschulen, Privatschulen und Institute organisiert. Die Bezeichnung „Theologe“ ist nicht geschützt, dennoch gibt es geschützte akademische Abschlüsse, etwa Magister oder ein Diplom in Theologie.
Weltweit gesehen werden die meisten Seminare von Kirchen selbst getragen und finanziert. In Mitteleuropa haben manche Kirchen aufgrund von Kirchenverträgen und ähnlichen Regelungen die Zusage des Staates, bei der theologischen Ausbildung mitzuwirken. Somit sind in Deutschland die Bundesländer mit an staatlichen Hochschulen angeschlossenen Seminaren an der Ausbildung beteiligt. Daneben existieren auch Seminare in freier Trägerschaft: in solchen Seminaren wird vor allem die interne Ausbildung durchgeführt bzw. ergänzt. Die theoretische Ausbildung an einem solchen Seminar wird in der Regel durch Praktika bzw. praktische Ausbildungseinheiten an einem Prediger- oder Priesterseminare ergänzt.
In den englischen und deutschen Sprachräumen sind viele der staatsunabhängigen theologischen Seminare evangelikal ausgerichtet. Im 21. Jahrhundert haben in den USA viele anerkannte, traditionell evangelikale Seminare mit abnehmenden Studentenzahlen zu kämpfen, da die internationale Konkurrenz groß ist und zunehmend auch andere Wege der Ausbildung beschritten werden. In Deutschland haben sich dazu zwei Dachverbände gebildet: 1963 wurde die Konferenz Bibeltreuer Ausbildungsstätten (KBA) gegründet, die heute 36 theologische Seminare umfasst und den Freikirchen nahe steht. 1971 wurde die Konferenz Missionarischer Ausbildungsstätten (KMA) gegründet, die 13 theologische Seminare umfasst und von den evangelischen Kirchen anerkannt wird. Die evangelikale Zeitschrift ideaSpektrum listet 2016 insgesamt 62 theologische Schulen mit ungefähr 4.300 Studierenden im deutschsprachigen Raum auf; davon befinden sich 47 in Deutschland (mit etwa 3.300 Studierenden), 11 in der Schweiz (mit 700 Studierenden) und 4 in Österreich (mit 300 Studierenden).

## Übersicht Theologischer Seminare
Die folgende Übersicht, die keinen Anspruch auf Vollständigkeit erhebt, nennt verschiedene Theologische Seminare ohne Rücksicht darauf, ob es sich z. B. um eine Institution handelt, die ein theologisches Vollstudium ermöglicht, oder nur einen gewissen Aspekt einer theologischen Ausbildung ermöglicht, oder ob es sich um einen so benannten Studiengang handelt oder auch um ein Gebäude, das diesen Namen trägt.
Institutionen, die der Sache nach ein Theologisches Seminar sind oder einem solchen ähneln, ohne jedoch so zu heißen, sind unten ggf. unter Siehe auch genannt bzw. unter einem der dort genannten Stichwörter zu suchen.
| Name                                                                            | Land               | Träger                                                 | Konfession bzw. konf. Ausrichtung | Gründung    | Anzahl Studierende                    | Bemerkungen, Besonderes                                                             |  |
| ------------------------------------------------------------------------------- | ------------------ | ------------------------------------------------------ | --------------------------------- | ----------- | ------------------------------------- | ----------------------------------------------------------------------------------- |  |
| Cherry Hill Seminary (CHS)                                                      | Vereinigte Staaten | privat                                                 | pa.                               | 1990        |                                       | Staatlich anerkannte MDiv-Studiengänge                                              |  |
| Columbia Theological Seminary (CTS) Atlanta                                     | Vereinigte Staaten | Presbyterian Church (U.S.A.)                           | ev.                               | 1828        | 0450                                  |                                                                                     |  |
| Dallas Theological Seminary (DTS)                                               | Vereinigte Staaten | privat                                                 | ev.-freik.                        | 1924        | 2614 (2023)                           | dispensationalistisch geprägt                                                       |  |
| Eden Theological Seminary St. Louis                                             | Vereinigte Staaten | United Church of Christ                                | ev.                               | 1850        | 1000+                                 |                                                                                     |  |
| Europäisches Theologisches Seminar (ETS)                                        | Deutschland        | Gemeinde Gottes Deutschland                            | ev.-pfingstlich                   | 1958        | 0067                                  |                                                                                     |  |
| Fuller Theological Seminary                                                     | Vereinigte Staaten | privat                                                 | ev.                               | 1947        | 4000                                  | weit und global ausgerichtet                                                        |  |
| General Theological Seminary                                                    | Vereinigte Staaten | Episcopal Church in the USA                            | anglik.                           | 1817 (?)    | 0202                                  |                                                                                     |  |
| Gordon-Conwell Theological Seminary, Boston                                     | Vereinigte Staaten | privat                                                 | ev.                               | 1969        | 2137 (2000), 1489 (2020), 1334 (2023) | Zusammenschluss Gordon Divinity School (1889) und Conwell School of Theology (1888) |  |
| Internationale Hochschule Liebenzell                                            | Deutschland        | Liebenzeller Mission                                   | ev.                               | 2011 (1899) | 0192                                  | Staatlich anerkannte BA-Studiengänge                                                |  |
| Interkulturelle Theologische Akademie                                           | Deutschland        | Liebenzeller Mission                                   | ev.                               | 2012        |                                       | Staatlich anerkannte BA-Studiengänge                                                |  |
| London School of Theology (LST)                                                 | England            | privat                                                 | ev.                               | ca. 1945    | 0350                                  | bis 2004: London Bible College (LBC)                                                |  |
| Lutherisches Theologisches Seminar – Leipzig                                    | Deutschland        | Evangelisch-Lutherische Freikirche                     | ev.-luth.                         | 1953        | 0003                                  | Vorgängerinstitutionen seit 1876                                                    |  |
| Pentecostal Theological Seminary (PTS)                                          | Vereinigte Staaten | Church of God (Cleveland)                              | ev.-pfingstlich                   | 1975        | 0200                                  |                                                                                     |  |
| Princeton Theological Seminary (PTS)                                            | Vereinigte Staaten | Presbyterian Church                                    | ev.                               | 1812        | 0500                                  |                                                                                     |  |
| Regent College Vancouver                                                        | Kanada             | privat                                                 | ev.                               | 1968        | 0600 (2023)                           |                                                                                     |  |
| Theologisches Seminar Rheinland                                                 | Deutschland        | Missions- und Bildungswerk Neues Leben                 | ev.                               | 1985        | 0105                                  | überkonfessionell                                                                   |  |
| Theologisches Seminar Adelshofen                                                | Deutschland        | Lebenszentrum Adelshofen                               | ev.                               | 1958        | 0061                                  |                                                                                     |  |
| Theologisches Seminar Bienenberg                                                | Schweiz            | u. a. Konferenz der Mennoniten der Schweiz (Alttäufer) | ev.-mennonitisch                  | 1957        |                                       |                                                                                     |  |
| Hohe Schule Herborn                                                             | Deutschland        | Evangelische Kirche in Hessen und Nassau               | ev.                               | 1584        |                                       | ThS seit 1817                                                                       |  |
| Theologisches Seminar des Bundes Evangelisch-Freikirchlicher Gemeinden          | Deutschland        | Bund Evangelisch-Freikirchlicher Gemeinden             | bapt.                             | 1880        | 0076                                  | Auch: Theologisches Seminar Elstal Fachhochschule                                   |  |
| Theologisches Seminar Beröa                                                     | Deutschland        | Bund Freikirchlicher Pfingstgemeinden                  | ev.-pfingstlich                   | 1951        | 0078                                  |                                                                                     |  |
| Theologisches Seminar Bibelschule Aidlingen                                     | Deutschland        | Diakonissenhaus Aidlingen                              | ev.                               | ?           | 0009                                  |                                                                                     |  |
| Theologisches Seminar Ewersbach, seit 2011: Theologische Hochschule Ewersbach   | Deutschland        | Bund Freier evangelischer Gemeinden in Deutschland     | ev.-freik.                        | 1912        | 0063                                  |                                                                                     |  |
| Theologisches Seminar Reutlingen, seit 2008: Theologische Hochschule Reutlingen | Deutschland        | Evangelisch-methodistische Kirche                      | ev.-meth.                         | 1877        | 0065                                  | ThS bis 2008                                                                        |  |
| Theologisches Seminar St. Chrischona                                            | Schweiz            | Pilgermission St. Chrischona                           | ev.                               | 1841        | 0108                                  |                                                                                     |  |
| Trinity Evangelical Divinity School (TEDS), Deerfield                           | Vereinigte Staaten | Evangelical Free Church of America                     | ev.-freik.                        | 1897        | 712 (2022)                            |                                                                                     |  |
| Union Theological Seminary in the City of New York                              | Vereinigte Staaten | Presbyterian Church                                    | ev.                               | 1836        | 0350                                  |                                                                                     |  |
| Westminster Theological Seminary                                                | Vereinigte Staaten | privat                                                 | ev.                               | 1929        | 0621                                  | calvinistisch geprägt                                                               |  |
| Priesterseminar Nossa Senhora da Fatima                                         | Osttimor           | Erzbistum Dili                                         | röm.-kath.                        | 1936        |                                       |                                                                                     |  |
| Priesterseminar Peter und Paul                                                  | Osttimor           | Erzbistum Dili                                         | röm.-kath.                        | 1933        |                                       |                                                                                     |  |